# Halina Skibniewska

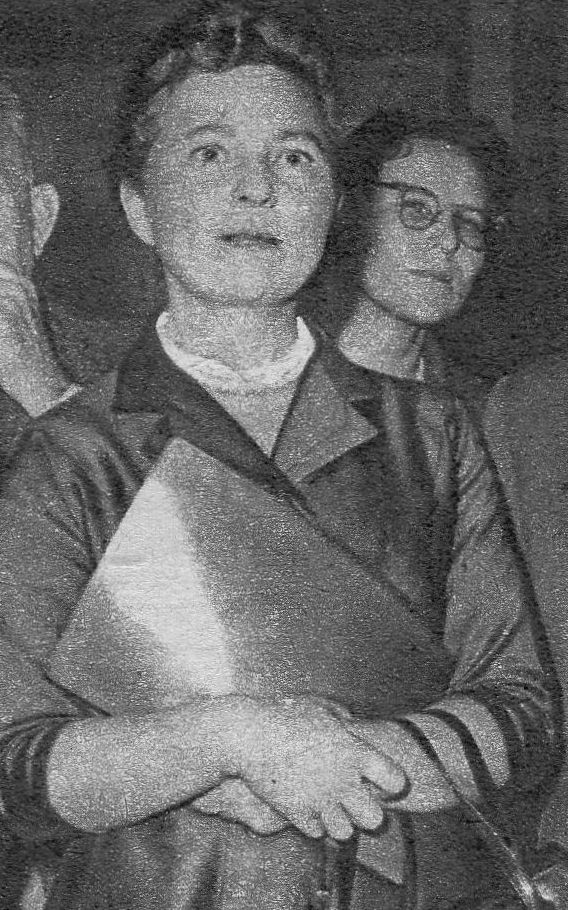
Halina Skibniewska

Halina Skibniewska, geb. Erentz (* 10. Januar 1921 in Warschau; † 20. April 2011 ebenda) war eine vielfach ausgezeichnete polnische Architektin und Stadtplanerin. Sie war Hochschullehrerin und langjährige Sejm-Abgeordnete. Von 1971 bis 1985 bekleidete Skibniewska das Amt einer Vertreterin des polnischen Sejmmarschalls. Sie war die zweite Ehefrau des Architekten Zygmunt Skibniewski.

## Leben
Skibniewska studierte an der Technischen Universität Warschau. Während der Besatzungszeit im Zweiten Weltkrieg kooperierte sie mit der Heimatarmee. 1948 schloss sie ihr Studium ab. Sie starb im Alter von 90 Jahren und wurde am 28. April 2011 auf dem Warschauer Powązki-Friedhof beigesetzt.

### Architektin und Hochschullehrerin
Bis 1949 arbeitete sie im Biuro Odbudowy Stolicy (BOS). Sie war am Wiederaufbau des Teatr Wielki beteiligt. Später stellte Romuald Gutt sie als seine Assistentin am Architekturlehrstuhl der Politechnika an. Sie arbeitete auch in seinem Projektbüro. Ab 1957 war sie für die Warschauer Wohnungsgenossenschaft WSM (poln.: Warszawska Spółdzielni Mieszkaniowej) tätig.
Skibniewska war besonders mit dem Warschauer Stadtteil Żoliborz verbunden, in dem sie ihr wohl wichtigstes Projekt realisierte – “Sady Żoliborskie” (Fertigstellung 1961), ein Referenzobjekt der Zeit. Weitere Siedlungen entwarf sie in Sadyba (1971) und Szwoleżerów (1974). Ebenfalls gehen mehrere Schulgebäude (in Sadyba, Radkowice und Sokółec) sowie das ZETO-Gebäude in Warschau auf sie zurück. Skibniewska baute modern, bemühte sich um Einbringung von Grünflächen und verwendete – wo vorhanden – alte Bausubstanz oder -Elemente zur Dekoration. Sie war eine der ersten Architekten, die teilweise behindertengerecht bauten und lehnte die Verwendung von Fertigbetonplatten bei der Errichtung ihrer Anlagen ab.
Skibniewska war eine Verfechterin der historischen Weichelböschung-Bebauung und setzte sich für den Erhalt bzw. den Wiederaufbau der hier vorhandenen Bausubstanz (Paläste, Kirchen, Klöster) ein.
Von 1975 bis 1985 lehrte sie als Professorin an der Politechnika und entwickelte hier die Ideen der Professoren Romuald Gutt und Zygmunt Skibniewski weiter. Ihre Forschung konzentrierte sich auf den Zusammenhang menschlichen Lebens in der Stadt, sozialer Funktion von Wohngebäuden und der näheren Umgebung. Sie thematisierte auch die Frage nach adäquater Anpassung von Wohneinheiten an die Bedürfnisse Behinderter. Viele Jahre wirkte sie als polnische Korrespondentin der Architekturzeitschrift L’Architecture d’Aujourd’hui.

### Politikerin
In den Jahren 1965 bis 1985 war Skibniewska parteilose Sejm-Abgeordnete der IV. bis VIII. Kadenz. Sie erhielt ihr Mandat aus dem Wahlkreis Warschau Praga bzw. Warschau-Praga Południe. Sie arbeitete u. a. in Kommissionen zum Bauwesen, zur regionalen Wirtschaftsentwicklung und zu regionaler Kultur mit. 1971 wurde sie als erste Frau in der Geschichte des polnischen Parlamentes als Stellvertreterin des Sejm-Marschalls gewählt. Sie übte dieses Amt unter den Parlamentspräsidenten (Dyzma Gałaj und Stanisław Gucwa) bis 1985 aus. Kein anderer Abgeordneter bekleidete über einen solch langen Zeitraum dieses Amt.
Am 26. Mai 1982 verließ sie mit weiteren vier Abgeordneten aus Protest gegen die Absetzung von Ryszard Reiff, der sich als einziges Staatsratsmitglied gegen die Einführung des Kriegsrechtes ausgesprochen hatte, demonstrativ eine Parlamentssitzung. Während der Zeit des Kriegsrechts nutzte sie ihren Einfluss, um internierten Oppositionsvertretern, darunter auch Bronisław Komorowski, zu helfen. 1986 war sie Mitglied im Beratungsgremium des Vorsitzenden des Staatsrates der Volksrepublik (poln.: Rady Konsultacyjnej przy Przewodniczącym Rady Państwa PRL), Wojciech Jaruzelski. 1989 schied sie aus der Politik aus.
Neben ihrem Parlamentsmandat war Skibniewska in vielen Verbänden und Organisationen aktiv. So war sie Präsidentin der Gesellschaft der polnisch-französischen Freundschaft (poln.: Towarzystwo Przyjaźni Polsko-Francuskiej) und Mitglied der Polska Akademia Nauk sowie der Towarzystwo Naukowe Warszawskie.
Sie war Trägerin vieler Auszeichnungen; zeitgleich mit Kurt Bachmann erhielt sie den Leninorden für Völkerfreundschaft und Frieden.